# Triphosa sericata
Triphosa sericata là một loài bướm đêm trong họ Geometridae.